# IC 1775
IC 1775 ist eine Spiralgalaxie vom Hubble-Typ Sab im Sternbild Widder auf der Ekliptik. Sie ist schätzungsweise 350 Millionen Lichtjahre von der Milchstraße entfernt und hat einen Durchmesser von etwa 70.000 Lichtjahren.

Im selben Himmelsareal befindet sich unter anderem die Galaxie NGC 810.
Das Objekt wurde am 22. Dezember 1897 von dem französischen Astronomen Stéphane Javelle entdeckt.